# Pod per self-scanning
Il pod per self-scanning è uno strumento installato presso numerosi supermercati e punti vendita che viene utilizzato dal consumatore al momento della spesa per rendere la fase di acquisto più rapida, permettendo al cliente di leggere personalmente il codice a barre sui prodotti che desidera comprare. Il pod per self-scanning consente inoltre al dettagliante di comunicare con i suoi clienti attraverso informazioni multimediali su sconti e promozioni.

## Storia
Il pod per self-scanning, presente sul mercato da giugno 2008, costituisce la versione evoluta dei lettori portatili di codici a barre per il self-scanning già in uso presso numerose catene di supermercati.

## Utilizzo
Il consumatore preleva dal dispenser situato all'ingresso del negozio il pod per self-scanning che si attiva leggendo la carta fedeltà del cliente.
Il consumatore legge con il pod per self-scanning il codice a barre di tutti i prodotti, prima di riporli direttamente nelle buste all'interno del carrello.
Rispetto ai vecchi lettori di codici a barre, sullo schermo del pod per self-scanning è possibile
visualizzare informazioni relative alle caratteristiche dei prodotti, consultare la propria lista della spesa, conoscere il prezzo dei prodotti e il totale dello scontrino, monitorare la quantità  di merce acquistata, conoscere i punti fedeltà  totalizzati.
Al termine della spesa, il cliente può consegnare il pod in cassa e procedere direttamente con il pagamento, senza svuotare il carrello. In alternativa il pagamento può essere effettuato in modalità self-service presso un chiosco di auto-pagamento, diminuendo così i tempi di attesa.